# アシュリー・パーマー (1992年生のサッカー選手)
アシュリー・ジョン・パーマー（Ashley John Palmer、1992年11月9日 - ）は、イングランド・ポンテフラクト出身のサッカー選手。ポジションはディフェンダー。チェスターフィールドFC所属。

## 経歴
最初バーンズリーのユースチームに加入したが、2009年2月に放出された。その後スカンソープ・ユナイテッドのユースチームに加入し、そこではチームのキャプテンにもなった。

### スカンソープ・ユナイテッド
2010年6月に初めて年俸制でプロ契約を結んだ。2011年8月30日、グランフォード・パークで行われたEFLトロフィーのハートリプール・ユナイテッド戦でプロ初出場を果たした。その試合、チームは2-0で勝利した。
2012年1月、サウスポートにローン移籍。その後ハローゲート・タウンにローン移籍をした。ハローゲート・タウンではホームでのヴォクソール・モーターズ戦において初出場を果たしたが、その試合は1-2で敗れた。
2012年5月にスカンソープから放出された。

### 2012-2015
2012年9月にヒンクリー・ユナイテッドへ加入した。ホームでのハリファクス・タウン戦で加入後初出場を果たしたが、チームは0-2で敗れた。
2012年10月、ドロイルスデンに移籍した。
2012-13シーズン終了後にバクストンに移籍し、2シーズンの間プレーした。2014-15シーズンには、チームのシーズンMVPに選ばれた。

### 2015-2018
2015年6月、FAトロフィー優勝チームのノース・フェリビー・ユナイテッドに移籍をした。チームはナショナルリーグ昇格を果たし、パーマーはクラブのシーズンMVPに選ばれた。
そのシーズンの終了後、同じナショナルリーグのギーズリーAFCへ移籍して、そこで2シーズンを過ごした。

### ストックポート・カウンティ
2018年7月、パーマーはストックポート・カウンティに加入した。彼はチームのナショナルリーグ・ノース優勝に、守備陣の一角として大きく貢献した。また、キャプテンのポール・ターンブルが不在の際はキャプテンを務めていた。
2019-20シーズンには更に守備陣での存在感を高め、安定したプレーを見せた。また、ディフェンダーながら5得点をあげており、これはクラブで3位の記録であった。

## 個人成績
2020年4月23日現在 
| クラブ                           | シーズン                           | リーグ                             | リーグ | リーグ | FAカップ | FAカップ | リーグカップ | リーグカップ | その他の大会 | その他の大会 | 合計 | 合計 |
| クラブ                           | シーズン                           | ディビジョン                       | 出場   | 得点   | 出場     | 得点     | 出場         | 得点         | 出場         | 得点         | 出場 | 得点 |
| -------------------------------- | ---------------------------------- | ---------------------------------- | ------ | ------ | -------- | -------- | ------------ | ------------ | ------------ | ------------ | ---- | ---- |
| スカンソープ・ユナイテッド       | 2011–12                            | リーグ1                            | 1      | 0      | 0        | 0        | 0            | 0            | 1            | 0            | 2    | 0    |
| サウスポート (ローン)            | 2011–12                            | カンファレンス・プレミア           | 0      | 0      | 0        | 0        | —            | —            | 0            | 0            | 0    | 0    |
| ハローゲート・タウン (ローン)    | 2011–12                            | カンファレンス・ノース             | 3      | 0      | 0        | 0        | —            | —            | 0            | 0            | 3    | 0    |
| ヒンクリー・ユナイテッド         | 2012–13                            | カンファレンス・ノース             | 4      | 0      | 0        | 0        | —            | —            | 0            | 0            | 4    | 0    |
| ドロイルスデン                   | 2012–13                            | カンファレンス・ノース             | 14     | 1      | 0        | 0        | —            | —            | 0            | 0            | 14   | 1    |
| バクストン                       | 2013–14                            | NPL-プレミア                       |        |        |          |          | —            | —            |              |              |      |      |
| バクストン                       | 2014–15                            | NPL-プレミア                       |        |        |          |          | —            | —            |              |              |      |      |
| バクストン                       | バクストンでの合計                 |                                    |        |        |          |          |              |              |              |              |      |      |
| ノース・フェリビー・ユナイテッド | 2015–16                            | ナショナルリーグ・ノース           | 44     | 3      | 2        | 0        | —            | —            | 0            | 0            | 46   | 3    |
| ギーズリー                       | 2016–17                            | ナショナルリーグ                   | 34     | 0      | 0        | 0        | —            | —            | 2            | 0            | 36   | 0    |
| ギーズリー                       | 2017–18                            | ナショナルリーグ                   | 14     | 0      | 2        | 0        | —            | —            | 0            | 0            | 16   | 0    |
| ギーズリー                       | ギーズリーでの合計                 | ギーズリーでの合計                 | 48     | 0      | 2        | 0        | 0            | 0            | 2            | 0            | 52   | 0    |
| ストックポート・カウンティ       | 2018–19                            | ナショナルリーグ・ノース           | 40     | 2      | 3        | 0        | —            | —            | 7            | 2            | 50   | 4    |
| ストックポート・カウンティ       | 2019-20                            | ナショナルリーグ                   | 37     | 5      | 1        | 0        | ー           | ー           |              | 1            | 41   | 6    |
| ストックポート・カウンティ       | ストックポート・カウンティでの合計 | ストックポート・カウンティでの合計 | 77     | 7      | 4        | 0        | 0            | 0            | 0            | 2            | 91   | 10   |
| キャリア合計                     | キャリア合計                       | キャリア合計                       | 191    | 11     | 7        | 0        | 0            | 0            | 10           | 2            | 212  | 14   |

## タイトル

### クラブ
ノース・フェリビー・ユナイテッド
- ナショナルリーグ・ノースプレーオフ (1): 2015-16

ストックポート・カウンティ
- ナショナルリーグ・ノース (1): 2018-19